# Savannah Outen
Savannah Outen (Hillsboro, 14 ottobre 1992) è una cantante statunitense.

## Biografia
Savannah, originaria dell'Oregon, ha conseguito popolarità su YouTube nel 2007 cantando anche con Esmée Denters. Nel 2007 ha firmato il suo primo contratto. 
Nel maggio 2008 è uscito il primo singolo Goodbyes. Ha lavorato per Radio Disney e Walt Disney Records partecipando a colonne sonore e compilation. Nel 2010 ha collaborato con i Boyce Avenue nell'album New Acoustic Sessions.

## Discografia

### Album
- 2010: Inception

### EP
- 2012: Sing To Me EP

### Singoli
- 2008: Unlock The Door
- 2008: Goodbyes
- 2008: Adiós (Goodbyes - Spanish Version)
- 2009: A Greater Treasure Than A Friend
- 2009: If You Only Knew
- 2009: Hope And Prayer
- 2009: Fighting For My Life
- 2010: Be Original
- 2010: The Song Of Christmas Time
- 2010: Magical Season (ft. Anna Golden)
- 2010: Kick Her To The Curb
- 2010: Can't Take It Back
- 2010: Take Pity
- 2011: Tonight With You (con Josh Golden)
- 2011: No Place Like Here
- 2012: I've Got You
- 2012: Remember Me (con Jake Coco)
- 2013: Brave & True (for Music is Medicine)
- 2013: Fairytales Of L.A
- 2014: Closure